# Roger Roca
Roger Roca Dalmau (* 6. Mai 1978 in Igualada, Spanien) ist ein ehemaliger spanischer Langstreckenläufer und Duathlet. Er ist spanischer Meister im Marathonlauf (2005) und Duathlonweltmeister auf der Kurzdistanz (2011).

## Werdegang
1999 wurde Roger Roca spanischer U23-Meister über 10.000 Meter.
Bei den U23-Europameisterschaften im gleichen Jahr wurde er Sechster über die gleiche Distanz.
In den folgenden Jahren gewann er die katalanischen Meisterschaften über 3000 (2004) und 5000 Meter (2004) und wurde mehrfacher katalanischer Meister über 10.000 Meter (2003, 2005, 2008) und im Halbmarathon (2002, 2003, 2004, 2006, 2008, 2012).
Im Marathonlauf wurde er 2005 spanischer und 2009 katalanischer Meister.
Seit 2008 nimmt Roger Roca zunehmend an Duathlonwettkämpfen und vereinzelt auch an Triathlonveranstaltungen teil. Im Duathlon wurde er dreimal katalanischer Meister (2008, 2010, 2011) und zweimal spanischer Vizemeister (2010, 2011).

### Weltmeister Duathlon 2011
Den Höhepunkt seiner sportlichen Laufbahn erreichte er 2011 mit dem Gewinn der Duathlonweltmeisterschaft vor heimischem Publikum. Dabei profitierte er von der Disqualifikation des Portugiesen Sergio Silva, der die Ziellinie zwar als Erster der Elite-Wertung überquerte, aber nachträglich wegen Dopings ausgeschlossen wurde.
Seit 2016 tritt er nicht mehr international in Erscheinung.

## Sportliche Erfolge
| Datum/Jahr    | Rang | Wettbewerb                                                 | Austragungsort             | Zeit     | Bemerkung                         |
| ------------- | ---- | ---------------------------------------------------------- | -------------------------- | -------- | --------------------------------- |
| 4. Juni 2016  | 32   | ITU Duathlon World Championships                           | Avilés                     | 01:49:03 | ITU Duathlon-Weltmeisterschaft    |
| 25. Apr. 2015 | 13   | ETU Duathlon European Championships                        | Alcobendas                 | 01:55:02 | Duathlon-Europameisterschaft      |
| 11. Apr. 2015 | 4    | ESP Duathlon National Championships                        | Soria                      | 00:58:55 | Duathlon-Staatsmeisterschaft      |
| 29. Sep. 2012 | 1    | ITU Duathlon World Series and Ibero American Championships | Cali                       | 1:53:20  | Ibero-Amerikanische Meisterschaft |
| 22. Sep. 2012 | 16   | ITU Duathlon World Championships                           | Nancy                      | 1:42:16  |                                   |
| 24. Sep. 2011 | 1    | ITU Duathlon World Championships                           | Gijón                      | 1:51:22  | ITU Duathlon-Weltmeister          |
| 2011          | 2    | ESP Duathlon National Championships                        | Gijón                      |          | Spanischer Duathlon-Vizemeister   |
| 2011          | 1    | Katalanische Duathlon-Meisterschaft                        | Castellfollit de la Roca   |          | Katalanischer Duathlonmeister     |
| 3. Sep. 2010  | 16   | ITU Duathlon World Championships                           | Edinburgh                  | 1:56:21  |                                   |
| 2. Mai 2010   | 10   | ETU Duathlon European Championships                        | Nancy                      | 1:39:03  |                                   |
| 2010          | 2    | ESP Duathlon National Championships                        | Gijón                      |          | Spanischer Duathlon-Vizemeister   |
| 2010          | 1    | Katalanische Duathlon-Meisterschaft                        | Sant Joan de les Abadesses |          | Katalanischer Duathlonmeister     |
| 24. Mai 2008  | 6    | ETU Duathlon European Championships                        | Serres                     | 1:45:41  |                                   |
| 2008          | 3    | ESP Duathlon National Championships                        | Gijón                      |          |                                   |
| 2008          | 1    | Katalanische Duathlon-Meisterschaft                        | Sant Joan de les Abadesses |          | Katalanischer Duathlonmeister     |

(DNF – Did Not Finish)